# Dysidea spiculivora
Dysidea spiculivora är en svampdjursart som beskrevs av Arthur Dendy 1924. Dysidea spiculivora ingår i släktet Dysidea och familjen Dysideidae.
Artens utbredningsområde är havet kring Nya Zeeland. Inga underarter finns listade i Catalogue of Life.